# Windhoff MPV

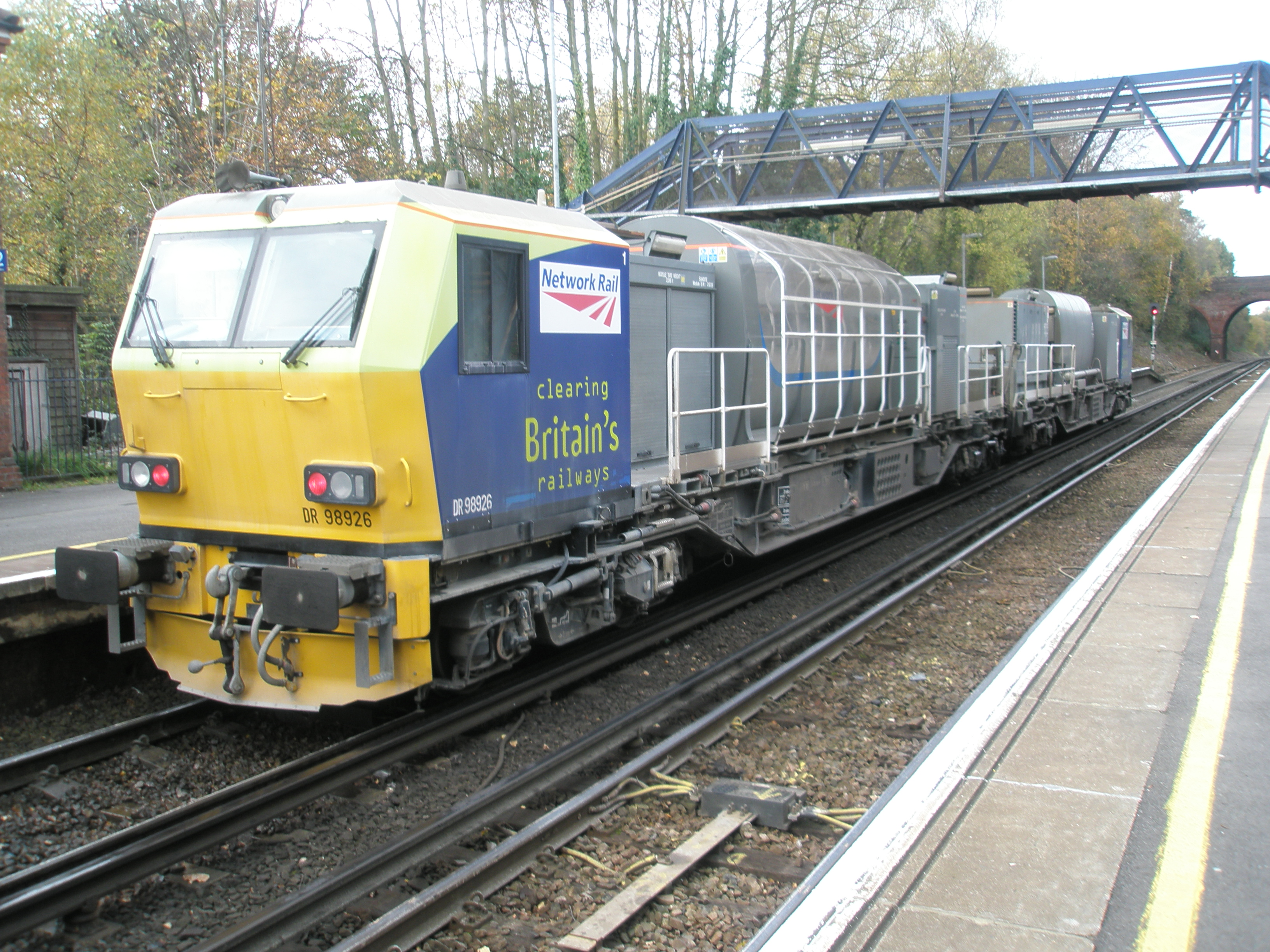
British Rail MPV

Das Multi Purpose Vehicle (MPV) der Firma Windhoff Bahn- und Anlagentechnik ist ein aus dem CargoSprinter entstandenes modulares Fahrzeugkonzept.

## Beschreibung
Das MPV ist in der Grundstruktur mit dem Endwagen des Cargosprinters vergleichbar. Es besteht aus einem flachwagenähnlichen Fahrzeug mit Fahrerkabine und Antrieb. Auf die Ladefläche können verschiedene Aufbauten mittels Twistlock zur Instandhaltung von Gleisanlagen und Oberleitungen, für Lösch- und Rettungseinsätze sowie für den Gütertransport befestigt werden. Dieses Fahrzeug wird in zwei- und vierachsiger Ausführung sowie als „Multi Purpose Wagon“ in einer Wagenausführung angeboten.

## Einsatz

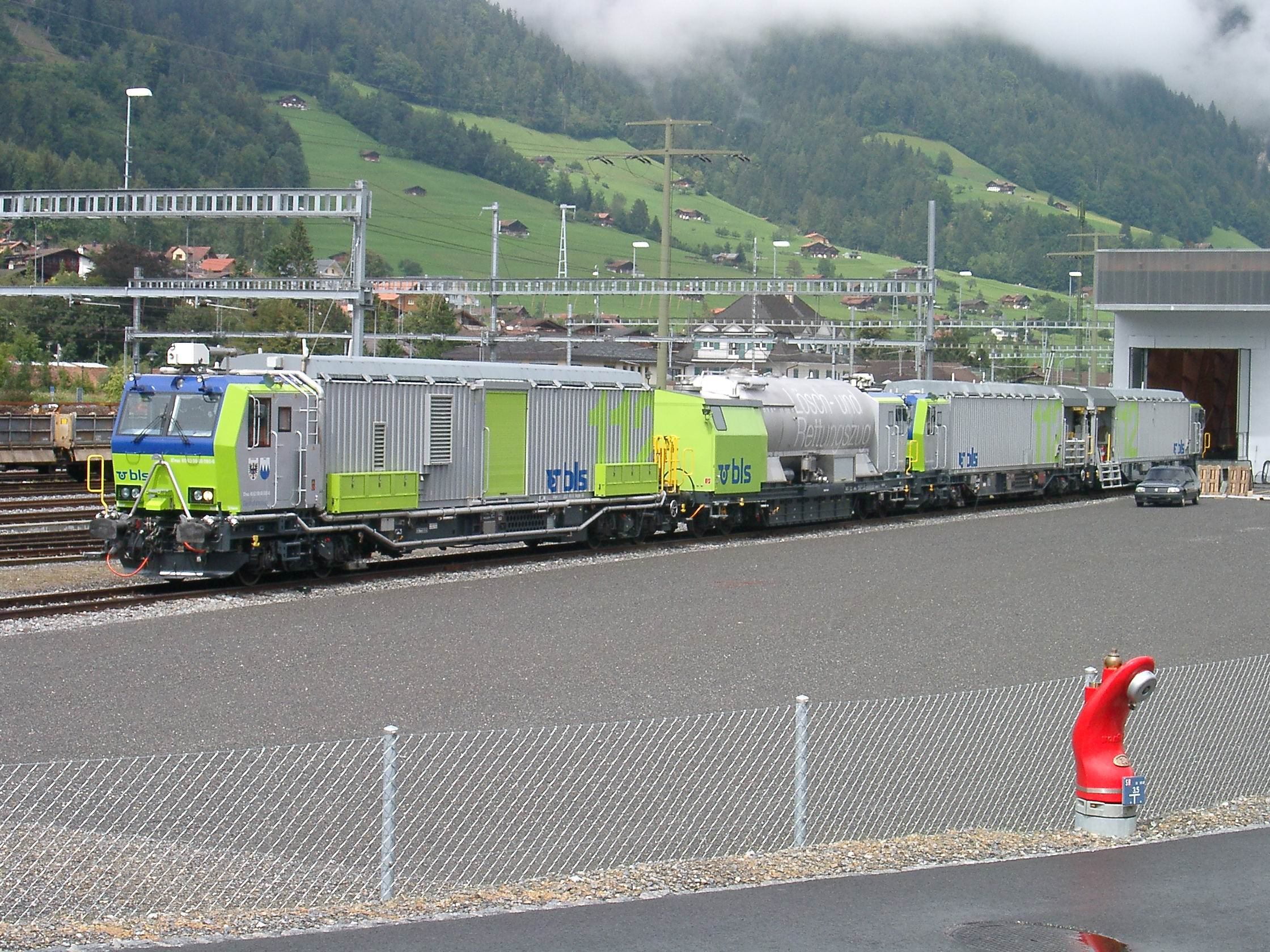
Der LRZ der BLS vor dem Interventionszentrum in Frutigen

Der damalige britische Netzbetreiber Railtrack kaufte 1999 acht MPV-Züge für die Netzinstandsetzung. Seit 2002 gehören die Züge zu Network Rail und werden für diverse Instandhaltungszwecke eingesetzt. Mit einem dieser Züge wurde im März 2005 ein fünfwöchiger Test für den Holztransport zwischen dem walisischen Aberystwyth und Chirk durchgeführt. Hierfür wurden zwei Triebköpfe mit Mittelwagen für insgesamt 15.000 £ umgebaut. Nach 19 Testläufen endete dieser Versuch am 1. April 2005.
Im Februar 2002 kaufte die australische CRT Group einen MPV mit sieben Zwischenwagen zum Frachttransport im Raum Melbourne. Durch eine Übernahme der CRT Group befand sich dieses Fahrzeug zunächst im Besitz der QR Limited und nun im Besitz von deren Nachfolgegesellschaft Aurizon.
Für die Instandhaltung der Schnellfahrstrecke HSL Zuid kaufte die Niederländische Eisenbahn bei Windhoff 2008 zwei 100 km/h schnelle Instandhaltungsfahrzeuge auf MPV-Basis.
In der Schweiz setzen die BLS AG und die SBB das Fahrzeug als Lösch- und Rettungszug ein. Die BLS und SBB kauften für den Lötschberg-Basistunnel 2004 je ein als LRZ 04 (Lösch- und Rettungszug) bezeichnetes Fahrzeug. Die SBB kaufte bis 2009 insgesamt weitere acht Stück eines weiterentwickelten Typs, der dort LRZ 08 genannt wird.
Insgesamt sechs MPV wurden 2008 für die Instandhaltung der taiwanischen Hochgeschwindigkeitsstrecke geliefert.
Das österreichische Bauunternehmen Alpine kaufte im Frühjahr 2011 zwei Oberleitungsrevisionstriebwagen auf Basis des MPV.
Die zweiachsige Version wird als Bau- und Wartungszüge von der SBB (35 Exemplare) und Jernbaneverket (21 Exemplare) eingesetzt.
Weiter bestellte die SBB 2016 weitere drei Lösch- und Rettungszüge. Diese Züge auf Basis des MPV sollen in Genf, Melide und Brig eingesetzt und 2018 in Dienst gestellt werden. Diese aktualisierte Version der Züge trägt die Bezeichnung LRZ 18.
Im April 2022 schloss die DB Bahnbau Gruppe mit Windhoff einen Rahmenvertrag über die Lieferung von bis zu zehn Gleisarbeitsfahrzeugen ab. Im ersten Abruf wurden drei kompakte, vierachsige Fahrzeuge mit dieselelektrischen Antrieb bestellt.